# Herbert Daniel
Herbert Eustáquio de Carvalho, conocido como Herbert Daniel (Belo Horizonte, 14 de diciembre de 1946 – Río de Janeiro, 29 de marzo de 1992), fue un escritor, sociólogo, periodista y militante político brasileño LGBT, integrante de la lucha contra la dictadura militar brasileña.

## Breve reseña
Nacido Herbert Eustáquio de Carvalho el 14 de marzo de 1946, en la ciudad de Belo Horizonte, Herbert Daniel fue pionero en la lucha política para combatir el virus del VIH y el SIDA en Brasil, incluso antes de saber que él mismo tenía la enfermedad. Investigador y teórico, fue uno de los primeros políticos en afirmar que el tema de los derechos LGBT era un tema amplio y un tema de discusión para un debate público, ya que era una cuestión de ciudadanía, un derecho fundamental y común para todos. Entre sus principales logros están la fundación de ABIA (Asociación Brasileña Interdisciplinaria contra el SIDA) y el Grupo Pela Vidda - Valoración, integración y dignidad del paciente con SIDA , en Río de Janeiro.

## Militancia política
Herbert Daniel, un exestudiante de medicina, ingresó a la escena política nacional a una edad temprana, solo 21 años, en 1967. Fue miembro de organizaciones paramilitares como Polop (Organización Revolucionaria de los Trabajadores Marxistas), Colina (Comandos de Liberación Nacional), VAR Palmares (Vanguardia Armada Revolucionaria de Palmares) y VPR (Vanguardia Revolucionaria Popular), que lucharon contra la dictadura militar.
En 1969, dos años después de su entrada en la vida política, fue buscado por la policía y vivió como un clandestino en el país. Fue en ese momento que asumió el nombre de "Daniel", uno de los nombres en clave que utilizó como guerrillero y por el que sería conocido por el resto de su vida. A diferencia de muchos de sus compañeros de combate, Herbert Daniel nunca fue arrestado. Se escapó de la tortura y la muerte. En 1974, decidió abandonar el país e ir a Argentina con el artista Cláudio Mesquita, compañero con el que vivió durante veinte años. Sería el último de los exiliados políticos en regresar a Brasil, siete años después de su partida en 1981.

## Exilio
Desde Argentina, Herbert Daniel y Cláudio Mesquita van a Francia, donde también permanecen por poco tiempo. Finalmente, eligen Portugal para establecerse. Temprano en la vida en el país, Herbert trabaja como periodista en una revista para mujeres.
En 1976, la pareja regresó a París. Es en la capital francesa donde Herbert Daniel se contacta por primera vez con el Comité de Cultura del Comité de Amnistía Internacional de Brasil, que lo invita a discutir cuestiones sobre la homosexualidad y la ecología. Allí comenzó su carrera como activista de derechos LGBT.
Todavía revolucionario, el primer folleto publicitario para el debate "Homosexualidad y política", que llevará a cabo en 1979, se titula "Propuesta indecorosa". Pero la propuesta de Herbert es rechazada por la Comisión, que la caracteriza como "absolutamente secundaria". La respuesta negativa no lo hace rendirse. En 1983, lanzó el libro "Jacarés e Lobisomens: dos ensayos sobre la homosexualidad". El último capítulo del libro, "El síndrome del prejuicio", es uno de los primeros artículos sobre SIDA publicados en Brasil.

## Partido Verde y VIH
En los primeros años de su regreso a Brasil, Herbert se unió al Partido de los Trabajadores, PT. Después de desacuerdos, en 1986, junto con otros disidentes del PT, participó en la fundación del Partido Verde en Brasil. A través del PV, Herbert Daniel lanza su candidatura a la presidencia de la república para las elecciones de 1989, el año en que se le diagnostica tuberculosis ganglionar y descubre que tiene el virus del VIH. La campaña, sin embargo, se mantiene. Esta fue la primera y la única vez que un candidato abiertamente homosexual y seropositivo ha solicitado un puesto político en el país. La mala salud, sin embargo, le impide continuar liderando la candidatura, lo que lleva a su reemplazo por parte de su colega y también fundador del Partido Verde, Fernando Gabeira.
Herbert murió a la edad de 45 años, el 29 de marzo de 1992, en la ciudad de Río de Janeiro, debido a complicaciones por el VIH/sida.

## Homenaje
En 2007 el Partido Verde creó la Fundación Herbert Daniel Green, en honor a su vida y trayectoria política.